# Trigonometrie

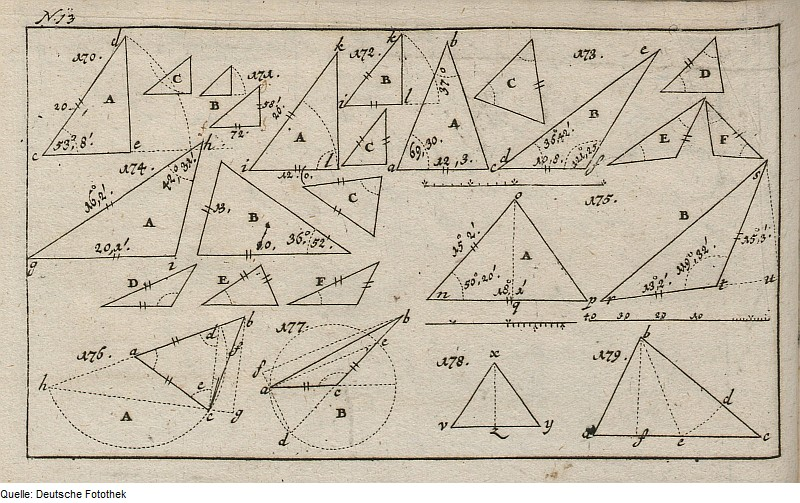
Abbildungen zur Trigonometrie in einem Buch aus dem Jahr 1687

Die Trigonometrie (griechisch τρίγωνον trígonon ‚Dreieck‘ und μέτρον métron ‚Maß‘) ist ein Teilgebiet der Geometrie und somit der Mathematik. Soweit Fragestellungen der ebenen Geometrie (Planimetrie) trigonometrisch behandelt werden, spricht man von ebener Trigonometrie; daneben gibt es die sphärische Trigonometrie, die sich mit Kugeldreiecken (sphärischen Dreiecken) befasst, und die hyperbolische Trigonometrie. Die folgenden Ausführungen beziehen sich im Wesentlichen auf die ebene Trigonometrie.
In der Trigonometrie werden die Beziehungen zwischen Seiten und Winkeln von Dreiecken untersucht. Durch die Kenntnis und Anwendung dieser Beziehungen (Formeln) können dann mit gegebenen Größen eines Dreiecks (Seitenlängen, Winkelgrößen, Längen von Dreieckstransversalen usw.) andere fehlende Größen des Dreiecks berechnet werden. Als Hilfsmittel werden die trigonometrischen Funktionen (Winkelfunktionen, Kreisfunktionen, goniometrischen Funktionen) Sinus (sin), Kosinus (cos), Tangens (tan), Kotangens (cot), Sekans (sec) und Kosekans (csc) verwendet. Trigonometrische Berechnungen können sich aber auch auf kompliziertere geometrische Objekte beziehen, beispielsweise auf Polygone (Vielecke), auf Probleme der Stereometrie (Raumgeometrie) und auf Fragen vieler anderer Gebiete (siehe unten).

## Trigonometrie im rechtwinkligen Dreieck

Rechtwinkliges Dreieck

Besonders einfach ist die Trigonometrie des rechtwinkligen Dreiecks. Da die Winkelsumme eines ebenen Dreiecks 180° beträgt, ist der rechte Winkel eines solchen Dreiecks der größte Innenwinkel. Ihm liegt die längste Seite (als Hypotenuse bezeichnet) gegenüber. Die beiden kürzeren Seiten des Dreiecks nennt man Katheten. Wenn man sich auf einen der beiden kleineren Winkel bezieht, ist es sinnvoll, zwischen der Gegenkathete (dem gegebenen Winkel gegenüber) und der Ankathete (benachbart zum gegebenen Winkel) zu unterscheiden. Man definiert nun:
{\displaystyle {\begin{aligned}{\text{Sinus von }}\alpha &=\sin \alpha ={\frac {a}{c}}={\frac {\text{Gegenkathete}}{\text{Hypotenuse}}}\\[0.5ex]{\text{Kosinus von }}\alpha &=\cos \alpha ={\frac {b}{c}}={\frac {\text{Ankathete}}{\text{Hypotenuse}}}\\[0.5ex]{\text{Tangens von }}\alpha &=\tan \alpha ={\frac {a}{b}}={\frac {\text{Gegenkathete}}{\text{Ankathete}}}\\[0.5ex]{\text{Kotangens von }}\alpha &=\cot \alpha ={\frac {b}{a}}={\frac {\text{Ankathete}}{\text{Gegenkathete}}}\\[0.5ex]{\text{Sekans von }}\alpha &=\sec \alpha ={\frac {c}{b}}={\frac {\text{Hypotenuse}}{\text{Ankathete}}}\\[0.5ex]{\text{Kosekans von }}\alpha &=\csc \alpha ={\frac {c}{a}}={\frac {\text{Hypotenuse}}{\text{Gegenkathete}}}\end{aligned}}}
Diese Definitionen sind sinnvoll, da verschiedene rechtwinklige Dreiecke mit dem gegebenen Winkel untereinander ähnlich sind, sodass sie in ihren Seitenverhältnissen übereinstimmen. Beispielsweise könnte ein Dreieck doppelt so lange Seiten haben wie ein anderes. Die Brüche der genannten Definitionsgleichungen hätten in diesem Fall die gleichen Werte. Diese Werte hängen also nur vom gegebenen Winkel ab. Aus diesem Grund ist es sinnvoll, von Funktionen der Winkel zu sprechen.

### Beispiel: Berechnung einer Seitenlänge
Die folgenden Zahlenwerte sind abgerundet.
In einem Dreieck ABC sind folgende Größen gegeben:
{\displaystyle b=5{,}5\,{\mbox{cm}};\quad \alpha =29^{\circ };\quad \gamma =90^{\circ }}
Aus diesen Angaben soll die Seitenlänge c ermittelt werden. Da die Ankathete von {\displaystyle \alpha } bekannt und die Hypotenuse gesucht ist, wird die Kosinus-Funktion verwendet.
{\displaystyle \cos \alpha ={\frac {b}{c}}}
{\displaystyle c={\frac {b}{\cos \alpha }}={\frac {5{,}5\,{\mbox{cm}}}{\cos 29^{\circ }}}=6{,}3\,{\mbox{cm}}}

### Beispiel: Berechnung einer Winkelgröße
Von einem Dreieck ABC ist bekannt:
{\displaystyle a=3{,}1\,{\mbox{cm}};\quad b=5{,}5\,{\mbox{cm}};\quad \gamma =90^{\circ }}
Gesucht ist der Winkel {\displaystyle \beta }. Die beiden gegebenen Seiten {\displaystyle a} und {\displaystyle b} sind die Ankathete und die Gegenkathete von {\displaystyle \beta }. Daher ist es sinnvoll, die Tangens-Funktion einzusetzen.
{\displaystyle \tan \beta ={\frac {b}{a}}={\frac {5{,}5\,{\mbox{cm}}}{3{,}1\,{\mbox{cm}}}}=1{,}8}
Während im letzten Beispiel für einen bekannten Winkel der Kosinuswert zu berechnen war, ist hier die Situation umgekehrt. Aus einem bekannten Tangenswert soll der zugehörige Winkel bestimmt werden. Man benötigt hierfür die Umkehrfunktion der Tangens-Funktion, die so genannte Arcustangens-Funktion (arctan), oder ein Tabellenwerk, aus dem Winkel und zugehöriger Tangenswert abgelesen werden können. Damit erhält man:
{\displaystyle \beta =61{,}0^{\circ }}

## Definition der trigonometrischen Funktionen am Einheitskreis

Einheitskreis

Alle trigonometrischen Funktionen des Winkels θ können geometrisch im Einheitskreis mit Zentrum O konstruiert werden.

Die bisher verwendeten Definitionen sind nur für Winkel unter 90° brauchbar. Für viele Zwecke ist man jedoch an trigonometrischen Werten größerer Winkel interessiert. Der Einheitskreis, das ist ein Kreis mit Radius 1, erlaubt eine solche Erweiterung der bisherigen Definition. Zum gegebenen Winkel wird der entsprechende Punkt auf dem Einheitskreis bestimmt. Die x-Koordinate dieses Punkts ist der Kosinuswert des gegebenen Winkels, die y-Koordinate der Sinuswert.
Die oben gegebene Definition von Sinus- und Kosinuswert durch x- und y-Koordinate lässt sich problemlos auf Winkel über 90° ausdehnen. Man erkennt dabei, dass für Winkel zwischen 90° und 270° die x-Koordinate und damit auch der Kosinus negativ ist, entsprechend für Winkel zwischen 180° und 360° die y-Koordinate und somit auch der Sinus. Auch auf Winkel, die größer als 360° sind, sowie auf negative Winkel lässt sich die Definition ohne Weiteres übertragen.
Man beachte, dass in der modernen Herangehensweise die Beziehung zwischen Winkel und Sinus bzw. Kosinus dazu benutzt wird, um den Winkel zu definieren. Die Sinus- und Kosinusfunktion selbst werden über ihre Reihendarstellung eingeführt.
Die weiteren vier trigonometrischen Funktionen sind definiert durch:
{\displaystyle \tan \alpha ={\frac {\sin \alpha }{\cos \alpha }}}
{\displaystyle \cot \alpha ={\frac {1}{\tan \alpha }}={\frac {\cos \alpha }{\sin \alpha }}}
{\displaystyle \sec \alpha ={\frac {1}{\cos \alpha }}}
{\displaystyle \csc \alpha ={\frac {1}{\sin \alpha }}}

Graphen der wichtigsten trigonometrischen Funktionen (Winkel im Bogenmaß, d. h. π ≙ 180°)
Sinus
Kosinus
Tangens
Kotangens
Sekans
Kosekans

| Funktion  | 0                 | {\displaystyle \pi /6}         | {\displaystyle \pi /4}        | {\displaystyle \pi /3}         | {\displaystyle \pi /2} | {\displaystyle 2\pi /3}        | {\displaystyle 3\pi /4}        | {\displaystyle 5\pi /6}         | {\displaystyle \pi } |
| --------- | ----------------- | ------------------------------ | ----------------------------- | ------------------------------ | ---------------------- | ------------------------------ | ------------------------------ | ------------------------------- | -------------------- |
| Sinus     | {\displaystyle 0} | {\displaystyle 1/2}            | {\displaystyle {\sqrt {2}}/2} | {\displaystyle {\sqrt {3}}/2}  | {\displaystyle 1}      | {\displaystyle {\sqrt {3}}/2}  | {\displaystyle {\sqrt {2}}/2}  | {\displaystyle 1/2}             | {\displaystyle 0}    |
| Kosinus   | {\displaystyle 1} | {\displaystyle {\sqrt {3}}/2}  | {\displaystyle {\sqrt {2}}/2} | {\displaystyle 1/2}            | {\displaystyle 0}      | {\displaystyle -1/2}           | {\displaystyle -{\sqrt {2}}/2} | {\displaystyle -{\sqrt {3}}/2}  | {\displaystyle -1}   |
| Tangens   | {\displaystyle 0} | {\displaystyle {\sqrt {3}}/3}  | {\displaystyle 1}             | {\displaystyle {\sqrt {3}}}    | undefiniert            | {\displaystyle -{\sqrt {3}}}   | {\displaystyle -1}             | {\displaystyle -{\sqrt {3}}/3}  | {\displaystyle 0}    |
| Sekans    | {\displaystyle 1} | {\displaystyle 2{\sqrt {3}}/3} | {\displaystyle {\sqrt {2}}}   | {\displaystyle 2}              | undefiniert            | {\displaystyle -2}             | {\displaystyle -{\sqrt {2}}}   | {\displaystyle -2{\sqrt {3}}/3} | {\displaystyle -1}   |
| Kosekans  | undefiniert       | {\displaystyle 2}              | {\displaystyle {\sqrt {2}}}   | {\displaystyle 2{\sqrt {3}}/3} | {\displaystyle 1}      | {\displaystyle 2{\sqrt {3}}/3} | {\displaystyle {\sqrt {2}}}    | {\displaystyle 2}               | undefiniert          |
| Kotangens | undefiniert       | {\displaystyle {\sqrt {3}}}    | {\displaystyle 1}             | {\displaystyle {\sqrt {3}}/3}  | {\displaystyle 0}      | {\displaystyle -{\sqrt {3}}/3} | {\displaystyle -1}             | {\displaystyle -{\sqrt {3}}}    | undefiniert          |

## Trigonometrie im allgemeinen Dreieck
Auch für allgemeine Dreiecke wurden etliche Formeln entwickelt, die es gestatten, unbekannte Seitenlängen oder Winkelgrößen zu bestimmen. Zu nennen wären hier insbesondere der Sinussatz und der Kosinussatz. Die Verwendung des Sinussatzes
{\displaystyle {\frac {a}{\sin \alpha }}={\frac {b}{\sin \beta }}={\frac {c}{\sin \gamma }}}
ist nützlich, wenn von einem Dreieck entweder zwei Seiten und einer der beiden gegenüber liegenden Winkel oder eine Seite und zwei Winkel bekannt sind. Der Kosinussatz
{\displaystyle a^{2}\,=\,b^{2}+c^{2}-2bc\cos \alpha }
{\displaystyle b^{2}\,=\,a^{2}+c^{2}-2ac\cos \beta }
{\displaystyle c^{2}\,=\,a^{2}+b^{2}-2ab\cos \gamma }
ermöglicht es, entweder aus drei gegebenen Seiten die Winkel auszurechnen oder aus zwei Seiten und ihrem Zwischenwinkel die gegenüber liegende Seite. Weitere Formeln, die für beliebige Dreiecke gelten, sind der Tangenssatz, der Halbwinkelsatz (Kotangenssatz) und die mollweideschen Formeln.

## Eigenschaften und Formeln

Figur 1

Figur 2

Die Artikel über die sechs trigonometrischen Funktionen (Sinus, Kosinus, Tangens, Kotangens, Secans, Kosecans) und die Formelsammlung Trigonometrie enthalten zahlreiche Eigenschaften dieser Funktionen und Formeln zum Rechnen mit diesen. Besonders häufig gebraucht werden die Komplementärformeln für Sinus und Kosinus
{\displaystyle \sin(90^{\circ }-\alpha )\,=\,\cos \alpha }
{\displaystyle \cos(90^{\circ }-\alpha )\,=\,\sin \alpha }
sowie der „trigonometrische Pythagoras“
{\displaystyle \sin ^{2}\alpha +\cos ^{2}\alpha \,=1}.
Wichtig sind auch die Additionstheoreme der trigonometrischen Funktionen und die Folgerungen daraus. Es geht dabei um trigonometrische Werte von Summen oder Differenzen von Winkeln. So gilt beispielsweise für alle {\displaystyle \alpha } und {\displaystyle \beta }:
{\displaystyle \sin(\alpha \pm \beta )=\sin \alpha \cdot \cos \beta \pm \cos \alpha \cdot \sin \beta }
{\displaystyle \cos(\alpha \pm \beta )=\cos \alpha \cdot \cos \beta \mp \sin \alpha \cdot \sin \beta }
Geometrische Herleitungen zu diesen vier Additionstheoremen sind in Figur 1 und Figur 2 veranschaulicht.
Zu Figur 1:
{\displaystyle \sin(\alpha +\beta )=\sin \alpha \cdot \cos \beta +\cos \alpha \cdot \sin \beta }
{\displaystyle \cos(\alpha +\beta )=\cos \alpha \cdot \cos \beta -\sin \alpha \cdot \sin \beta }
Zu Figur 2:
{\displaystyle \sin(\alpha -\beta )=\sin \alpha \cdot \cos \beta -\cos \alpha \cdot \sin \beta }
{\displaystyle \cos(\alpha -\beta )=\cos \alpha \cdot \cos \beta +\sin \alpha \cdot \sin \beta }
Weitere Additionstheoreme:
{\displaystyle \cos \alpha +\cos \beta =2\cos {\frac {\alpha +\beta }{2}}\cos {\frac {\alpha -\beta }{2}}}
{\displaystyle \cos \alpha -\cos \beta =-2\sin {\frac {\alpha +\beta }{2}}\sin {\frac {\alpha -\beta }{2}}}
{\displaystyle \sin \alpha +\sin \beta =2\sin {\frac {\alpha +\beta }{2}}\cos {\frac {\alpha -\beta }{2}}}
{\displaystyle \sin \alpha -\sin \beta =2\cos {\frac {\alpha +\beta }{2}}\sin {\frac {\alpha -\beta }{2}}}
Weitere Identitäten finden sich in der Formelsammlung Trigonometrie.

## Anwendungsgebiete

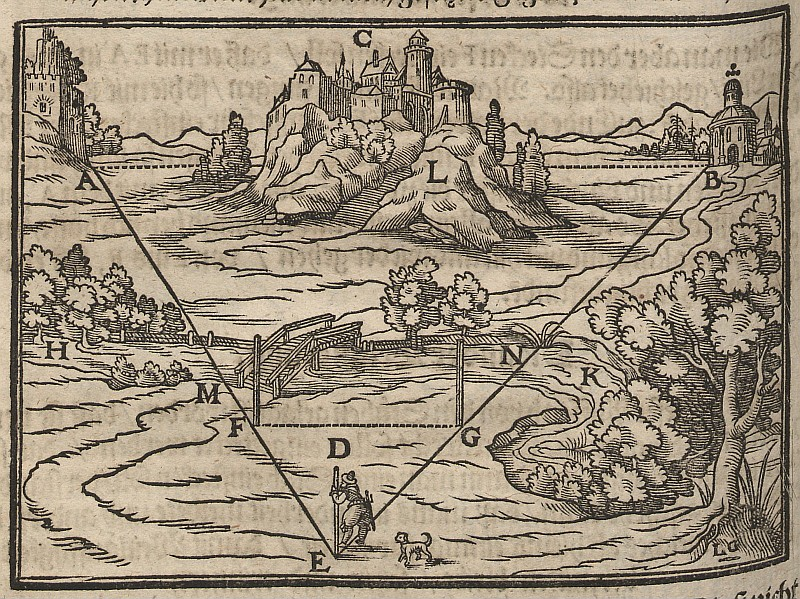
Historische Abbildung zur Vermessung eines Geländes mit Hilfe eines Dreiecks (1667)

Trigonometrie spielt in vielen Bereichen eine entscheidende Rolle:
In der Geodäsie (Vermessung) spricht man von Triangulation, wenn man von Punkten bekannter Position aus andere Punkte anpeilt (Winkelmessung) und daraus trigonometrisch die Positionen der neuen Punkte bestimmt. In der Astronomie lassen sich auf entsprechende Weise die Entfernungen von Planeten, Monden und nahe gelegenen Fixsternen ermitteln. Ähnlich groß ist die Bedeutung der Trigonometrie für die Navigation von Flugzeugen und Schiffen und für die sphärische Astronomie, insbesondere für die Berechnung von Stern- und Planetenpositionen.
In der Physik dienen Sinus- und Kosinus-Funktion dazu, Schwingungen und Wellen mathematisch zu beschreiben. Entsprechendes gilt für den zeitlichen Verlauf von elektrischer Spannung und elektrischer Stromstärke in der Wechselstromtechnik.

## Geschichte
Vorläufer der Trigonometrie gab es bereits während der Antike in der griechischen Mathematik. Aristarchos von Samos nutzte die Eigenschaften rechtwinkliger Dreiecke zur Berechnung der Entfernungsverhältnisse zwischen Erde und Sonne bzw. Mond. Von den Astronomen Hipparch und Ptolemäus ist bekannt, dass sie mit Sehnentafeln arbeiteten, also mit Tabellen für die Umrechnung von Mittelpunktswinkeln (Zentriwinkeln) in Sehnenlängen und umgekehrt. Die Werte solcher Tabellen hängen unmittelbar mit der Sinus-Funktion zusammen: Die Länge einer Kreissehne ergibt sich aus dem Kreisradius {\displaystyle r} und dem Mittelpunktswinkel {\displaystyle \alpha } gemäß
{\displaystyle s=2r\sin {\frac {\alpha }{2}}.}
Ähnliche Tabellen wurden auch in der indischen Mathematik verwendet. Arabische Wissenschaftler übernahmen die Ergebnisse von Griechen und Indern und bauten die Trigonometrie, insbesondere die sphärische Trigonometrie weiter aus. Im mittelalterlichen Europa wurden die Erkenntnisse der arabischen Trigonometrie erst spät bekannt. Die erste systematische Darstellung des Gebiets erfolgte im 15. Jahrhundert. Im Zeitalter der Renaissance erforderten die zunehmenden Problemstellungen der Ballistik und der Hochseeschifffahrt eine Verbesserung der Trigonometrie und des trigonometrischen Tafelwerks. Der deutsche Astronom und Mathematiker Regiomontanus (Johann Müller) fasste Lehrsätze und Methoden der ebenen und sphärischen Trigonometrie in dem fünfbändigen Werk De triangulis omnimodis zusammen. Aufgrund dieser Anwendung waren außer Sinus und Kosinus auch andere Winkelfunktionen gebräuchlich, wie etwa der Sinus versus = 1 − cos.
Der Begriff Trigonometrie wurde durch Bartholomäus Pitiscus in seinem Trigonometria: sive de solutione triangulorum tractatus brevis et perspicuus von 1595 eingeführt.
Die heute verwendeten Schreibweisen und die analytische Darstellung der trigonometrischen Funktionen stammen zum größten Teil von Leonhard Euler.